# Gødestad sogn
Gødestad sogn i Halland var en del af Himle herred. Gødestads distrikt dækker det samme område og er en del af Varbergs kommun. Sognets areal var 8,38 kvadratkilometer, heraf land 8,30. I 2020 havde distriktet 316 indbyggere. Landsbyen Gødestad ligger i sognet.
Navnet (1363 Götestade) består af to dele. Den første del er mandsnavnet Gøte, den anden del stemmer fra stad.. Indbyggertallet har været relativt stabilt i lang tid, i 1810 boede 305 indbyggere i sognet. Siden da har det varieret mellem som højst 368 indbyggere (1880) og som mindst 228 indbyggere (1960).